# Kabinett Mayer

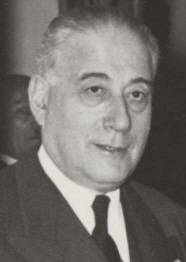
René Mayer war 1953 Premierminister

Das Kabinett Mayer wurde in Frankreich am 8. Januar 1953 von Premierminister René Mayer während der Amtszeit von Staatspräsident Vincent Auriol gebildet und löste das Kabinett Pinay ab. Am 28. Juni 1953 wurde das Kabinett vom Kabinett Laniel I abgelöst. Dem Kabinett gehörten Vertreter von Parti républicain, radical et radical-socialiste (PRS), Mouvement républicain populaire (MRP), Union démocratique et socialiste de la Résistance (UDSR) und Centre national des indépendants et paysans (CNIP) an.

## Minister
Dem Kabinett gehörten folgende Minister an:
| Amt                                                              | Name                       | Beginn der Amtszeit             | Ende der Amtszeit              |
| ---------------------------------------------------------------- | -------------------------- | ------------------------------- | ------------------------------ |
| Premierminister                                                  | René Mayer                 | 8. Januar 1953                  | 28. Juni 1953                  |
| Vize-Premierminister                                             | Henri Queuille             | 8. Januar 1953                  | 28. Juni 1953                  |
| Staatsminister, Minister für Verwaltungsreformen                 | Paul Coste-Floret          | 8. Januar 1953                  | 28. Juni 1953                  |
| Staatsminister, Minister für die Überarbeitung der Verfassung    | Édouard Bonnefous          | 8. Januar 1953                  | 28. Juni 1953                  |
| Staatsminister, Minister für Beziehungen zu assoziierten Staaten | Jean Letourneau            | 8. Januar 1953                  | 28. Juni 1953                  |
| Siegelbewahrer, Justizminister                                   | Léon Martinaud-Déplat      | 8. Januar 1953                  | 28. Juni 1953                  |
| Außenminister                                                    | Georges Bidault            | 8. Januar 1953                  | 28. Juni 1953                  |
| Innenminister                                                    | Charles Brune              | 8. Januar 1953                  | 28. Juni 1953                  |
| Minister für nationale Verteidigung                              | René Pleven                | 8. Januar 1953                  | 28. Juni 1953                  |
| Finanzminister                                                   | Maurice Bourgès-Maunoury   | 8. Januar 1953                  | 28. Juni 1953                  |
| Haushaltsminister                                                | Jean Moreau                | 8. Januar 1953                  | 28. Juni 1953                  |
| Wirtschaftsminister                                              | Robert Buron               | 8. Januar 1953                  | 28. Juni 1953                  |
| Minister für nationale Bildung                                   | André Marie                | 8. Januar 1953                  | 28. Juni 1953                  |
| Minister für öffentliche Arbeiten, Verkehr und Tourismus         | André Morice               | 8. Januar 1953                  | 28. Juni 1953                  |
| Minister für Industrie und Energie                               | Jean-Marie Louvel          | 8. Januar 1953                  | 28. Juni 1953                  |
| Handelsminister                                                  | Paul Ribeyre Guy Petit     | 8. Januar 1953 11. Februar 1953 | 11. Februar 1953 28. Juni 1953 |
| Landwirtschaftsminister                                          | Camille Laurens            | 8. Januar 1953                  | 28. Juni 1953                  |
| Minister für die Überseegebiete                                  | Louis Jacquinot            | 8. Januar 1953                  | 28. Juni 1953                  |
| Minister für Arbeit und soziale Sicherheit                       | Paul Bacon                 | 8. Januar 1953                  | 28. Juni 1953                  |
| Minister für Wiederaufbau und Stadtplanung                       | Pierre Courant             | 8. Januar 1953                  | 28. Juni 1953                  |
| Minister für Veteranen und Kriegsopfer                           | Henry Bergasse             | 8. Januar 1953                  | 28. Juni 1953                  |
| Minister für öffentliche Gesundheit und Bevölkerung              | André Boutemy Paul Ribeyre | 8. Januar 1953 9. Februar 1953  | 9. Februar 1953 28. Juni 1953  |
| Minister für Post, Telefonie und Telegrafie                      | Roger Duchet               | 8. Januar 1953                  | 28. Juni 1953                  |